# Электрон-фононное взаимодействие
Электрон-фононное взаимодействие в физике — взаимодействие электронов с фононами (квантами колебаний кристаллической решётки).
Причиной электрон-фононного взаимодействия является изменение электрического поля из-за деформации решётки, называемое деформационным потенциалом. Наличие электрон-фононного взаимодействия приводит к возникновению притяжения между электронами, находящимися вблизи ферми-поверхности.

## Механизм взаимодействия

### Наглядное объяснение
Механизм электрон-фононного взаимодействия можно наглядно пояснить следующим образом: электрон, находящийся между ионами кристаллической решётки, притягивает эти ионы, что приводит к уменьшению расстояния между ионами. Величина электрического поля ионов в пространстве между ними увеличивается, что притягивает другие рядом находящиеся электроны. Первый электрон при этом теряет свою энергию, а энергия притянувшегося электрона увеличивается.

### Строгое объяснение
Притяжение электронов вблизи ферми-поверхности является результатом испускания виртуального фонона одним электроном и поглощения его другим.

## Эффекты

### Акустоэлектрический эффект
Передача импульса от фононов электронам является причиной акустоэлектрического эффекта — возникновения постоянного тока или ЭДС в кристалле под воздействием бегущей ультразвуковой волны.

### Сверхпроводимость
Притяжение электронов посредством электрон-фононного взаимодействия является причиной образования куперовских пар электронов, которые играют важную роль в сверхпроводимости. При этом, в отличие от электронов, являющихся фермионами, куперовские пары являются квази-бозонами, способными образовывать бозе-конденсат.